# Priocnemis pseudopogonia
Priocnemis pseudopogonia (лат.) — вид дорожных ос рода Priocnemis (Pompilidae).

## Распространение
Встречается на Дальнем Востоке. Россия: Приморский  край (в том числе, заповедник Кедровая Падь), Хабаровский  край, Бурятия, Республика Корея.

## Описание
Длина тела самцов 4,8—5,5 мм, самок — 5,5—10,0 мм. Основная окраска тела чёрная (иногда бока первого сегмента брюшка ржаво-красные). Лёт отмечен в мае, июне. Предположительно, как и другие виды своего рода охотятся на пауков. Вид был впервые описан в 1930 году советским гименоптерологом Всеволодом Владимировичем Гуссаковским (1904—1948; Зоологический музей МГУ, Москва).